# Prințul Emanuele Filiberto, Duce de Aosta
Prințul Emanuele Filiberto de Savoia-Aosta, al 2-lea Duce de Aosta (n. 13 ianuarie 1869, Genova, Italia – d. 4 iulie 1931, Torino, Italia) a fost membru al Casei de Savoia, fost Prinț Moștenitor al Spaniei și verișor primar cu Victor Emanuel al III-lea al Italiei.

## Biografie
S-a născut la Genova ca fiul cel mare al Prințului Amadeo de Savoia, Duce de Aosta și a primei lui soții, Maria Vittoria dal Pozzo. În 1870 tatăl său a fost ales rege al Spaniei iar Emanuele Filiberto a devenit prinț moștenitor al tronului. La scurtă vreme tatăl său a abdicat și s-a întors în Italia în 1873 după trei ani de domnie. În 1890 el i-a succedat la titlul de Duce de Aosta.
Și-a început cariera în armata italiană la Neapole în 1905 în funcția de comandant. În timpul Primului Război Mondial Ducele de Aosta a comandat armata a 3-a italiană supranumită Armata invitta ("armata neînvinsă"). După război a fost promovat la rangul de mareșal al Italiei de Benito Mussolini în 1926.
Prințul Emanuele Filiberto a murit în 1931 la Torino.

## Familie și copii
S-a căsătorit cu Prințesa Hélène de Orléans (1871–1951). Ea era fiica Prințului Filip de Orléans și a Infantei Maria Isabel a Spaniei.
Cuplul a avut doi fii:
- Amedeo, al 3-lea Duce de Aosta (21 octombrie 1898 – 3 martie 1942); căsătorit cu Prințesa Anne de Orléans.
- Aimone, al 4-lea Duce de Aosta care a domnit pentru scurt timp ca regele Tomislav al II-lea al Croației (9 martie 1900 – 29 ianuarie 1948); căsătorit cu Prințesa Irene a Greciei și a Danemarcei.

1. ↑  Autoritatea BnF, accesat în 10 octombrie 2015